# Kim Yu-jŏng
Kim Yu-jŏng (* 11. Januar 1908 in Ch’unch’ŏn früheres Ch’ungsŏng, Kangwon-do; † 29. März 1937 in Kwangju, Kyŏnggi-do) war ein koreanischer Schriftsteller.

## Leben
Kim Yu-jŏng wurde am 11. Januar 1908 in Ch’unch’ŏn, Provinz Kangwon, als Sohn eines wohlhabenden Landbesitzers geboren. Der Familienreichtum wurde jedoch Stück für Stück von seinem großen Bruder aufgebraucht und er verbrachte den Großteil seines Lebens in großer Armut. 1930 begann er ein Studium an der Yŏnhŭi-Fachhochschule in Seoul, wurde jedoch bereits nach zwei Monaten wieder exmatrikuliert. Er wechselte zur Posŏng-Fachhochschule, wo er jedoch ebenfalls wieder exmatrikuliert wurde.
Sein literarisches Debüt hatte er 1933 mit der Veröffentlichung seines Werks Der Bergwanderer (산골 나그네). 1935 trat er dem Zirkel der Neun (구인회; 九人會) bei, einem literarischen Zirkel, dem unter anderem berühmte Schriftsteller wie Chŏng Chi-yong, Pak Taewon und Yi Sang angehörten. Aufgrund von Tuberkulose erlebte Kim seinen dreißigsten Geburtstag nicht mehr und verstarb am 29. März 1937. Er hinterließ daher nur wenige Werke: etwa dreißig Erzählungen und eine Handvoll Essays.
Diese Werke jedoch weisen einen einzigartigen Sinn für Humor und ein tiefes Verständnis von lokalen Dialekten und Gebräuchen sowie der koreanischen Wirtschaft zur Zeit der japanischen Kolonialherrschaft auf. Die meisten Geschichten spielen in den Bergdörfern seiner Heimatprovinz Kangwon und die Hauptcharaktere sind oft arglose Bauern.
Die Gimyujeong Station der Seouler U-Bahn ist nach ihm benannt. Die Station befindet sich in seiner Heimatstadt Ch’unch’ŏn.

## Arbeiten

### Koreanisch (Auswahl)
- 산골 나그네 Der Bergwanderer (1933)
- 봄봄 Frühling, Frühling (1935)
- 땡볕 Gleisende Sonne (1937)
- 소낙비 Schauer (1935)
- 만무방 Gauner (1935)
- 노다지 Bonanaza (1935)
- 금 따는 콩밭 Gold im Bohnenfeld (1935)
- 따라지 Elendes Leben (1937)

### Übersetzungen

#### Französisch
- Une averse, Zulma (2005) ISBN 978-2843043147

#### Deutsch
- Kamelien, in: Koreanische Literatur, Band II. Moderne, Bouvier (1986) ISBN 3-416-01964-4
- Frühling, Frühling, Märchenwald-Verlag (2021) ISBN 9783954240227

## Auszeichnungen
- 1965 – 서울시 문화상 (Kulturpreis der Stadt Seoul)